# Kvindelist og kærlighed
Kvindelist og kærlighed er en dansk film fra 1960, instrueret og skrevet af Peer Guldbrandsen. En Don Juan afsløres af sine formodede ofre.

## Medvirkende
- Preben Mahrt
- Hans Kurt
- Lily Broberg
- Jeanne Darville
- Kjeld Petersen
- Bodil Udsen
- Ulla Lock
- Arne Weel
- Klaus Pagh
- Bent Vejlby